# Grb Požeško-slavonske županije
Grb Požeško-slavonske županije u osnovi je jednak grbu Požeške županije, kojeg je carica Marija Terezija 1748. godine dodijelila županiji. 
Grb je vodoravno podijeljen na dva dijela. Gornji dio ima plavu podlogu na kojoj se nalaze dva uspravna lava koji gledaju jedan drugoga. Heraldički gledano, desni lav drži mač na kojeg je nataknuta zlatna kruna, a lijevi lav drži zlatno žezlo omotano crvenim velom na kojem je također nataknuta zlatna kruna. Donje polje je zelene boje na kojem se između dvije srebrne valovite grede nalazi kuna u trku okrenuta prema desno. 